# Salata (biljni rod)
Salata (ločika, lat. Lactuca) je biljni rod jednogodišnjeg i dvogodišnjeg raslinja i trajnica iz porodice glavočika (Compositae) s najmanje 116 priznatih vrsta, od kojih je najpoznatija obična, vrtna ili zelena salata (Lactuca sativa). U Hrvatskoj su još poznate modra salata (L. perennis), šumska salata (L. quercina), vrbolika salata (L. saligna), šibasta salata (L. viminea) i dvije vrste poznate kao divlja salata, to su L.serriola nazivana i bodljikava salata, erdobrad i rđobrad), i L. virosa.
Ime roda dolazi od latinske riječi za mlijeko (lac), po lateksu koji izlazi nakon što se zareže stapka. U Hrvatskoj se tokom cijele godine uzgajaju različite sorte zelene salate, poznate kao salata glavatica.

## Vrste
1. Lactuca acanthifolia
2. Lactuca aculeata
3. Lactuca alaica
4. Lactuca albertoregelia
5. Lactuca alpestris
6. Lactuca amaurophyton
7. Lactuca ambacensis
8. Lactuca arabica
9. Lactuca attenuata
10. Lactuca azerbaijanica
11. Lactuca biennis
12. Lactuca birjandica
13. Lactuca brachyrrhyncha
14. Lactuca calophylla
15. Lactuca canadensis
16. Lactuca cichorioides
17. Lactuca corymbosa
18. Lactuca cubangensis
19. Lactuca czerepanovii
20. Lactuca denaensis
21. Lactuca dissecta
22. Lactuca dolichophylla
23. Lactuca dregeana
24. Lactuca dumicola
25. Lactuca erostrata
26. Lactuca exigua
27. Lactuca fenzlii
28. Lactuca floridana
29. Lactuca formosana
30. Lactuca georgica
31. Lactuca gilanica
32. Lactuca glandulifera
33. Lactuca glareosa
34. Lactuca glaucifolia
35. Lactuca gracilipetiolata
36. Lactuca graminifolia
37. Lactuca haimanniana
38. Lactuca hazaranensis
39. Lactuca hirsuta
40. Lactuca hispida
41. Lactuca hispidula
42. Lactuca homblei
43. Lactuca imbricata
44. Lactuca indica
45. Lactuca inermis
46. Lactuca intricata
47. Lactuca jamaicensis
48. Lactuca kanitziana
49. Lactuca kemaliya
50. Lactuca kirpicznikovii
51. Lactuca klossii
52. Lactuca kochiana
53. Lactuca laevigata
54. Lactuca lasiorhiza
55. Lactuca leucoclada
56. Lactuca linczevskii
57. Lactuca longidentata
58. Lactuca longispicata
59. Lactuca ludoviciana
60. Lactuca malaissei
61. Lactuca mansuensis
62. Lactuca marunguensis
63. Lactuca microcephala
64. Lactuca microsperma
65. Lactuca morssii
66. Lactuca muralis
67. Lactuca mwinilungensis
68. Lactuca orientalis
69. Lactuca oyukludaghensis
70. Lactuca pakistanica
71. Lactuca palmensis
72. Lactuca paradoxa
73. Lactuca perennis
74. Lactuca petrensis
75. Lactuca piestocarpa
76. Lactuca polyclada
77. Lactuca praecox
78. Lactuca praevia
79. Lactuca pulchella
80. Lactuca pumila
81. Lactuca quercina
82. Lactuca raddeana
83. Lactuca rechingeriana
84. Lactuca reviersii
85. Lactuca rostrata
86. Lactuca rosularis
87. Lactuca saligna
88. Lactuca sativa
89. Lactuca scarioloides
90. Lactuca schulzeana
91. Lactuca schweinfurthii
92. Lactuca serriola
93. Lactuca setosa
94. Lactuca sibirica
95. Lactuca singularis
96. Lactuca songeensis
97. Lactuca spinidens
98. Lactuca stebbinsii
99. Lactuca stipulata
100. Lactuca takhtadzhianii
101. Lactuca tatarica
102. Lactuca tenerrima
103. Lactuca tetrantha
104. Lactuca tinctociliata
105. Lactuca triangulata
106. Lactuca triquetra
107. Lactuca tuberosa
108. Lactuca tysonii
109. Lactuca ugandensis
110. Lactuca undulata
111. Lactuca viminea
112. Lactuca virosa
113. Lactuca watsoniana
114. Lactuca winkleri
115. Lactuca yemensis
116. Lactuca zambeziaca